# Bhang

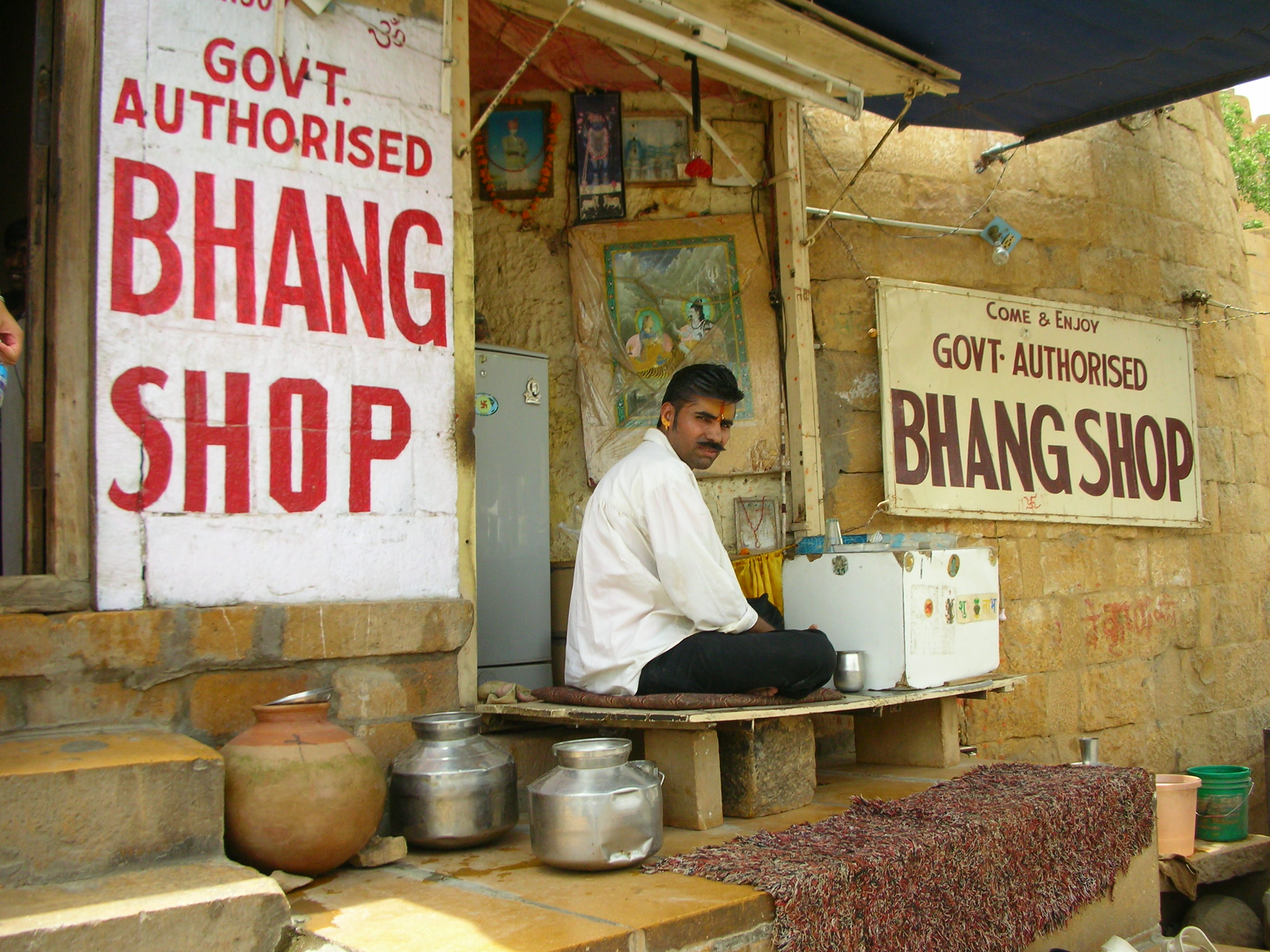
Sklep z bhang

Bhang (dewanagari भांग) – wyciąg z żeńskich kwiatów i liści konopi. Ma właściwości psychoaktywne. Popularny zwłaszcza w Radżastanie, mimo że uprawa substratu do jego produkcji w Indiach jest oficjalnie zabroniona. Sklepy sprzedające bhang muszą mieć licencję od rządu na sprzedawanie specyfiku. Rząd indyjski preferuje politykę ograniczenia spożycia bhang. Spotyka się to z poparciem konserwatywnej części społeczeństwa.

## Wykorzystanie bhang
Bhang może być zażywany doustnie lub palony w fajce wodnej. Jego stosowaniu przypisuje się właściwości pobudzające. Przez co jest wykorzystywany jako afrodyzjak.
Bhang stanowi podstawę takich napojów jak bhang lassi wytwarzanego na bazie lassi oraz bhang ki thandai wytwarzanego na bazie thandai.

## Bhang w kulturze
Bhang lassi i bhang ki thandai są używane zwłaszcza podczas hinduskich świąt: Holi i Waisakhi.
Palenie bhang stało się motywem w sztuce okresu Wielkich Mogołów.